# 好莱坞巴比伦
《好莱坞巴比伦》（Hollywood Babylon）是前卫电影制片人肯尼思·安格创作的一本书，记述了1900年代至1950年代好莱坞的各种花边消息。它于1959年在巴黎以法语首次出版，1965年于美国首次出版后不久便遭被禁，直到十年后才重新面世。《每日野兽》说它“本质上是一部虚构作品”，内容没有任何价值。

## 内容
这本书详细描述了好莱坞明星从无声时代到1960年代明星的丑闻，涉及的人物包括包括：查理·卓别林、卢普·韦莱斯、玛丽·诺兰、鲁道夫·瓦伦蒂诺、玛丽·普雷沃斯特、玛丽·阿斯特、华莱士·里德、奥利弗·托马斯、珍妮·伊格尔斯、塞尔玛托德、埃罗尔·弗林、弗朗西斯·法默、胡安妮塔·汉森、梅·默里、阿尔玛·鲁本斯、约翰·吉尔伯特、芭芭拉·拉马尔、拉蒙·诺瓦罗、珍·哈露、卡罗尔·兰迪斯、拉娜·特纳、朱迪·加兰和玛丽莲·梦露。

## 批评
自出版以来，其真实性就备受质疑。不过这不妨碍它成为众多都市传说的源头。它谎称克拉拉·鲍与整个南加州大学橄榄球队发生过性关系，包括年轻的约翰·韦恩。在本书第二次发行时，鲍的儿子们曾考虑起诉安格。 
该书还声称，卢普·韦莱斯在吞下500多片安眠药自杀后，头埋在马桶里、溺死在自己的呕吐物中。这个故事也毫无根据。2013年首次公布的现场照片显示其尸体是在卧室的地板上发现的。 
它声称玛丽·普雷沃斯特1937年于好莱坞公寓中去世后，她尸体被她的腊肠犬吃掉了一部分。它还说杰恩·曼斯菲尔德在1967年致命的车祸中惨遭斩首。但这些也都被证实是谣言。

## 续集
《好莱坞巴比伦 II》（Hollywood Babylon II）于1984年出版，介绍1920年代到1970年代的明星，但没有第一本书那么受欢迎。
安格一直说他还打算出版《好莱坞巴比伦 III》。在2010年的一次采访中，他说这部作品已经完成，但出版暂时搁置：“主要原因是有一整节是关于湯姆·克魯斯和山達基的”。2008年，达尔文·波特（Darwin Porter）和丹福思·普林斯（Danforth Prince）所写的《好莱坞巴比伦：回归！》 （Hollywood Babylon: It's Back!）出版，但它与安格无关。据报道，安格对此表示很不愉快，并诅咒了作者（安格自称是泰勒玛魔术师）。